# Ami Ayalon
Amihai "Ami" Ayalón (en hebreo: עמיחי "עמי" איילון‎, Tiberíades, 27 de junio de 1945) es un político y militar israelí.

## Biografía
Ami Ayalón nació en Tibereríades, entonces dentro del Mandato británico de Palestina y creció en el kibutz de Ma'agan. Su madre, fue a estudiar de joven a Jerusalén y su padre fue uno de los fundadores del kibutz en los años 1930. Ayalón estudió en la Universidad Bar-Ilan, y un máster de administración pública en la John F. Kennedy School of Government de la Universidad de Harvard. Está casado y tiene tres hijos.

### Seguridad nacional y servicio militar
Ayalón prestó servicio militar enteramente en la Marina de Israel, donde se graduó en 1963 y luego logró entrar voluntario en la Shayetet 13, la unidad de fuerzas especiales de la marina. En 1969, Ayalón obtuvo la Medalla al Valor, el más alto reconocimiento israelí, por haber conducido el operación Bulmus 6 (asalto directo contra Isla Verde en cooperación con el Sayeret Matkal). En 1979 Ayalón fue nombrado comandante del Shayetet 13 y recibió una nueva condecoración, esta vez, por dirigir una larga serie de operaciones militares sin pérdidas humanas.
Con el grado de mayor general sirvió como jefe de Estado Mayor en la marina de 1992 a 1996.
Tras el asesinato de Isaac Rabin en 1995, Ayalón ocupó el cargo de jefe del Shin Bet hasta 2000.

### Actividad de paz
El 25 de junio de 2003 Ayalón lanzó con el profesor palestino Sari Nusseibeh, una iniciativa de paz llamada "La voz del pueblo", su objetivo era recoger las más firmas posibles, israelíes o palestinas, para a poyar una solución de dos estados sin derecho de retorno para los prófugos palestinos. El 14 de noviembre de 2003, Ami Ayalón y otros tres exdirectores del Shin Bet (Avraham Shalom, Yaakov Peri y Carmi Gillon) publicaron una entrevista en la revista Yedioth Ahronoth basada en correos de Ayalon y Nusseibeh. Los tres advirtieron por medio de los periodistas Alex Fishman y Sima Kadmon que la situación del país se agravaba y se necesitaba enseguida un acuerdo con Palestina. Aunque la iniciativa fue muy apreciada, en numerosos sitios solo publicaron partes del discurso.
A pesar de sus ideas de izquierda, políticamente hablando, él insiste en no participar en esta alineación y rechaza los movimientos de paz de su país a favor de los países árabes colindantes a causa de su aversión a los asentamientos israelíes. Ayalon de hecho ha descartado numerosas iniciativas de paz de izquierda afirmando que solo Ariel Sharon y el Likud pueden reportar la serenidad en los lugares golpeados del conflicto. En 2006 Ayalon ha ocupado una casa de la aldea palestina de Ijzim, evacuada en 1948.

### Carrera política

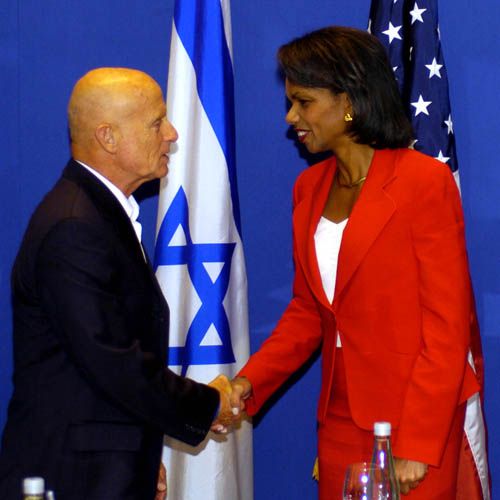
Ayalon con Condoleezza Rice, Jerusalén en 2007

En 2006, salió miembro de la Knéset pero no se le asignó posición en el gabinete de gobierno cuando su partido se unió a Kadima.
A fines de mayo de 2007 Ayalon era uno de los dos candidatos para presidir su partido en las elecciones primarias. Líder en las encuestas, perdió en segunda vuelta tras vencer Ehud Barak. Cuatro días antes de la votación, Ayalon estaba aún a la cabeza con cuatro puntos de ventaja sobre su rival el 12 de junio con un 51,3% de los votos.En septiembre de 2007 Ayalon entró en el gobierno como ministro sin ministerio y más tarde se ocupó del gabinete de seguridad nacional. Ha sido también presidente de la comisión del control estatal y responsable de la vigilancia sobre el respeto institucional impartido por el parlamento durante la guerra del Líbano.
El 16 de noviembre de 2008, Ayalón anunció su voluntad de dejar el Partido Laborista por el religioso Meimad.